# Townesites mandibularis
Townesites mandibularis är en stekelart som beskrevs av Dmitriy R. Kasparyan 1994. Townesites mandibularis ingår i släktet Townesites och familjen brokparasitsteklar. Inga underarter finns listade i Catalogue of Life.